# Ванюшино
Ванюшино — поселок в Шарлыкском районе Оренбургской области в составе Путятинского сельсовета.

## География
Находится на левом берегу реки Большой Изяк на расстоянии примерно 25 километров по прямой на север-северо-восток от районного центра села Шарлык.

## Население
Население составляло 33 человека в 2002 году (русские 76 %), 14 по переписи 2010 года.